# Château de Trezzo sull'Adda
Le château de Trezzo sull'Adda est un château situé sur une colline, dans un coude de la rivière Adda, protégé par celle-ci sur deux côtés. Du côté restant, il est fermé par un mur et une tour de 42 mètres de haut. Une partie du château comportait un pont fortifié sur la rivière, détruit en 1416.

## Histoire
Le site est habité depuis la préhistoire par des populations celtes et, après le VIIe siècle accueille une colonie lombarde qui est à l'origine de la première fortification sur la colline. En 1370, Bernabò Visconti, seigneur de Milan, ordonne la construction d'un nouveau château sur les vestiges de l'ancienne forteresse ; celui-ci est achevé en 1377.
Les vestiges sont ceux de la construction de 1370, d'abord résidence, puis prison de Bernabò Visconti jusqu'à sa mort en 1385, tué par son neveu Gian Galeazzo Visconti. 
Le pont fortifié avait une portée de 72 mètres et une hauteur de 25 mètres, sur trois niveaux afin de permettre le passage séparé de chariots et piétons.
Le château a été pris le 23 octobre 1404 par Paolo Colleoni, père de  Bartolomeo Colleoni et servait de base pour les pillages sur le territoire jusqu'à la reconquête par Francesco Bussone da Carmagnola qui le fait démolir. 
Au cours du XIXe siècle, les matériaux ont servi pour la construction de l'Arena Civica de Milan.